# Dmitrij Smirnow (1948–2020)
Dmitrij Nikołajewicz Smirnow, Dmitri Smirnov, ros. Дмитрий Николаевич Смирнов (ur. 2 listopada 1948 w Mińsku, zm. 9 kwietnia 2020) – rosyjski kompozytor.

## Życiorys
Uczył się we Frunze, następnie w latach 1967–1972 studiował w Konserwatorium Moskiewskim u Nikołaja Sidelnikowa (kompozycja), Edisona Denisowa (instrumentacja) i Jurija Chołopowa (analiza muzyczna). Pobierał też prywatnie lekcje u Philipa Herschkowitza. W latach 1973–1980 był redaktorem czasopisma „Sowietskij kompozitor”. Był jednym z inicjatorów reaktywacji moskiewskiego Towarzystwa Muzyki Współczesnej w 1990 roku.
Od 1972 roku był żonaty z kompozytorką Jeleną Firsową, z którą w 1991 roku wyemigrował do Wielkiej Brytanii. Od 1993 roku wykładał na Keele University.
W swojej twórczości inspirował się poezją i malarstwem Williama Blake’a.

## Wybrane kompozycje
(na podstawie materiałów źródłowych)

### Utwory orkiestrowe
- 2 Ricercars ma smyczki (1963–1965)
- 2 koncerty fortepianowe (I 1971, II 1978)
- Koncert klarnetowy (1974, zrewid. 1977)
- Pastorale (1975)
- Koncert potrójny na saksofon altowy, kontrabas, fortepian i orkiestrę (1977)
- poemat symfoniczny Fanfares (1978)
- 3 symfonie (I 1980, II na 4 śpiewaków, chór i orkiestrę 1982, III 1995)
- Tiriel-Prologue (1983)
- Mozart Variations (1987)
- 4 koncerty skrzypcowe (I 1990, II 1995, III 1996, IV 1999)
- 2 koncerty wiolonczelowe (I 1992, II 2002)
- The Guardians of Space (1994)
- Between Scylla and Charybda na smyczki (1997)

### Utwory kameralne
- Monologue na klarnet (1968)
- 3 sonaty skrzypcowe (I 1969 zrewid. 1971, II 1979, III 1998)
- 2 Fugues na skrzypce (1970)
- Trio smyczkowe (1970)
- Cradle Song na obój i fortepian (1972)
- 6 kwartetów smyczkowych (I 1973, II 1985, III 1993, IV 1994, V 1995, VI 1997)
- Trio Sacrum na perkusję (1974)
- The Melancholic Minute na klarnet i fortepian (1975)
- Preparations na klarnet i fortepian (1975)
- Canon-Humoresque na 3 saksofony (1975)
- Sonata na flet i harfę (1975)
- Mirages na kwartet saksofonowy (1975)
- Lyrical Composition na flet, obój, skrzypce, wiolonczelę i klawesyn (1975)
- Solo na harfę (1976)
- Sonata na fagot (1977)
- 3 Dances na ksylofon (1977)
- 2 tria fortepianowe (I 1977, II 1992)
- Sonata wiolonczelowa (1978)
- 2 Pieces na harfę (1978)
- 9 Children’s Pieces na róg i fortepian (1979)
- Children’s Concerto na wiolonczelę i fortepian (1980)
- Dirge Canons in memorian Igor Stravinsky na 13 wykonawców (1981)
- Serenade na obój, saksofon i wiolonczelę (1981)
- 3 Equale na 4 instrumenty (1981)
- Ballade na saksofon altowy i fortepian (1982)
- Forest Pictures na harfę (1982)
- The Farewell Song na altówkę i harfę (1982)
- Fantasia na kwartet saksofonowy (1982)
- Tiriel na saksofon barytonowy i fortepian (1983)
- Tiriel na wiolonczelę i fortepian (1984)
- Music Greeting to H. S. na trąbkę (1985)
- Partita na skrzypce (1985)
- Epitaph to Emil Gilels na fortepian i organy (1985)
- 7 Melancholic Waltzes na saksofon altowy i fortepian (1985)
- Thel-Prologue na zespół kameralny (1985)
- 2 Moods na gitarę (1987)
- The Moolight Story na flet piccolo, klarnet basowy, skrzypce, altówkę, wiolonczelę i kontrabas (1988)
- The Evening Song na saksofon altowy lub tenorowy i fortepian (1990)
- Trinity Music na klarnet, skrzypce i fortepian (1990)
- Jacob’s Ladder na zespół kameralny (1990)
- Job’s Studies na klarnet (1992)
- The River of Life na zespół kameralny (1992)
- Prayer na trąbkę i organy (1992)
- Threnody na trąbkę i organy (1992)
- Orcades na flet (1992)
- Kwintet fortepianowy (1992)
- Opus 111 na klarnet, wiolonczelę i fortepian (1998)
- DSCH na 2 skrzypiec (1999)
- Shadous in Light na flet, obój, harfę, skrzypce, altówkę i wiolonczelę (1999)
- Canon in memory of Stravinsky na kwartet smyczkowy i dzwon (2001)
- Wonderful Stories na kwartet dęty i fortepian (2002)
- The Last Word I na 2 altówki i kwintet dęty (2002)

### Utwory fortepianowe
- 12 Melancholic Waltez (1965–1985)
- 2 Pieces (1966)
- 3 sonaty (I 1967, II 1980, III 1992)
- 5 Little Pieces (1968)
- Magic Casket (1969–1985)
- 2 Magic Quadrates (1971)
- Toccata (1972)
- 9 Pieces (1979)
- Suite in Baroque Style (1980)
- Epitaph (1985)
- 2 Intermezzi (1987)
- The 7 Angels of William Blake (1988)
- The Angels of Albion (1991)
- Magic Music Box (1993)
- The Music of Spheres (1995)
- Metaplasm (2002)

### Utwory organowe
- Diptych (1992)

### Utwory wokalno-instrumentalne
- The Handful of Sand na głos i 12 wykonawców (1967, zrewid. 1983)
- The Ominous Stink na bas, chór i orkiestrę (1969–1970)
- 6 Poems by Alexander Blok na głos i orkiestrę (1972)
- Eternal Refuge na głos, organy, smyczki i perkusję (1972, zrewid. 1981)
- 6 Haiku of Kabajasi Issa na głos, flet i fortepian (1973)
- Cantata in memoriam Pablo Neruda na sopran, tenora, chór, smyczki i perkusję (1974)
- The Sorrow of Past Days na głos, flet, skrzypce, wiolonczelę i perkusję (1976)
- The Seasons na głos, flet, altówkę i harfę (1979)
- The Night Rhymes na głos i orkiestrę (1982)
- The Visions of Coleridge na głos, flet, klarnet, róg, perkusję i kwartet smyczkowy (1987)
- Songs of Love and Madness na głos, klarnet, czelestę, harfę i trio smyczkowe (1988)
- 8-line Poems na głos, flet, róg, harfę i trio smyczkowe (1989)
- A Song of Liberty na sopran, alt, tenora, bas, chór i orkiestrę (1991)
- Short Poems na sopran i zespół instrumentalny (1991)
- 3 Blake Songs na sopran i zespół instrumentalny (1991)
- Ariel Songs na kontratenora, 2 flety proste, wiolonczelę i klawesyn (1993)

### Opery
- Tiriel (1983–1985, wyst. Fryburg Bryzgowijski 1989)
- The Lamentations of Thel (1985–1986, wyst. Londyn 1989)

### Utwory na taśmę
- Innocence of Experience (2001)